# Kołbaskowo (gmina)

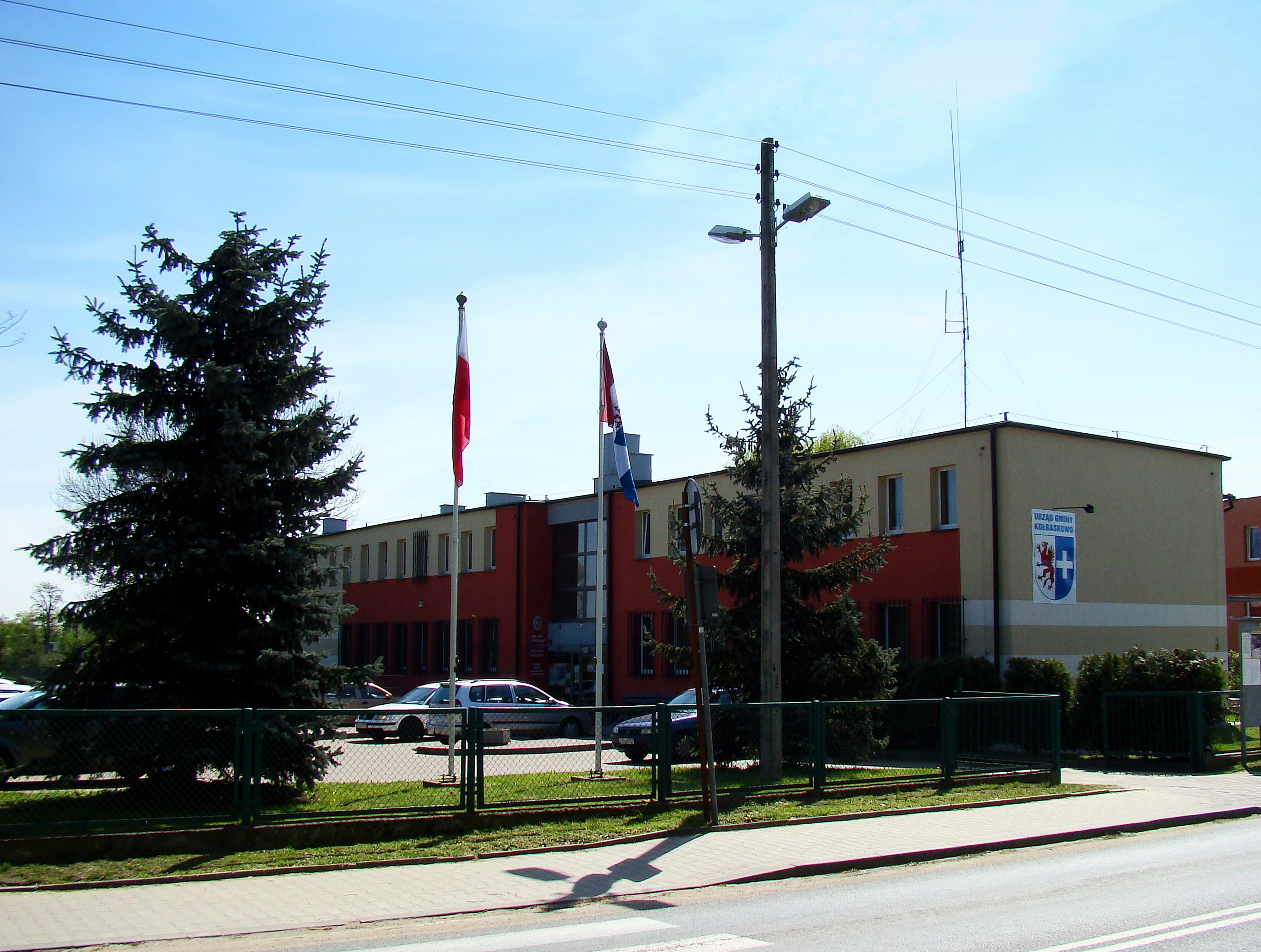
Urząd Gminy w Kołbaskowie

Kołbaskowo (daw. gmina Kolbaczewo) – gmina wiejska położona w zachodniej części województwa zachodniopomorskiego, w powiecie polickim. Siedzibą gminy jest wieś Kołbaskowo.
Gmina stanowi 15,9% powierzchni powiatu (w tym użytki rolne: 67.00%, użytki leśne: 7.00%).

## Położenie
Gmina jest położona w zachodniej części województwa zachodniopomorskiego, w południowej części powiatu polickiego.
Gmina leży na Wzniesieniach Szczecińskich i w Dolinie Dolnej Odry nad Odrą. Gmina położona jest na tzw. Wale Stobniańskim, nieco zalesionym na zboczach. Najwyższym punktem Wału jest tzw. Mała Góra (88 m n.p.m.).
Sąsiednie gminy:
- Szczecin (miasto na prawach powiatu)
- Dobra (powiat policki)
- Gryfino (powiat gryfiński)

Gmina graniczy także z Republiką Federalną Niemiec:
- powiat Vorpommern-Greifswald (Meklemburgia-Pomorze Przednie)
- powiat Uckermark (Brandenburgia).

Do 31 grudnia 1998 r. wchodziła w skład województwa szczecińskiego.
Gmina ma charakter przede wszystkim rolniczy (67% jej powierzchni to tereny uprawne).

## Demografia
- Piramida wieku mieszkańców gminy Kołbaskowo w 2014 roku[3].

## Historia
Podczas badań archeologicznych prowadzonych na terenie Ustowa na tzw. Gęsiej Górce odkryto jamy mieszkalne sprzed 4 tys. lat. Wskazuje to na obecność człowieka już w okresie epoki kamiennia. Na krawędzi wysoczyzny, w okolicy Siadła Górnego, pozostałości archeologiczne potwierdzają istnienie dwukulturowego grodziska: kultury łużyckiej, a później pomorskiej. Podobne ślady z wałem, umocnieniami i fosą odkryto nieopodal Kamieńca na tzw. Świętej Górce (45 m n.p.m.). Od wczesnego średniowiecza aż do wymarcia panującej tu dynastii Gryfitów znaczny odsetek ziemi dzisiejszej gminy należał właśnie do Gryfitów. W XVI wieku i pierwszej połowie XVII wieku około 30% ziem wchodziło w skład szczecińskiej domeny książęcej.
Rozległe posiadłości posiadał również Kościół katolicki. Największym właścicielem ziemskim był szczeciński klasztor cysterek. Znaczne uposażenia miały też inne szczecińskie kościoły: św. Jakuba, św. Jana oraz Kościół Mariacki. Po reformacji i rozwiązaniu klasztoru cysterek ich dobra przeszły w ręce tych kościołów i domu panującego.
Wieś Kurów była miejscem wymienianym w pamiętnikach gen. Batowa, gdzie 26 kwietnia 1945 r. niemiecki burmistrz Szczecina poddał miasto. W czasie II wojny światowej w okolicy Siadła Dolnego znajdował się obóz polskich, radzieckich i francuskich jeńców wojennych.
19 marca 2012 roku rozpoczęła działalność Straż Gminna, powołana do ochrony porządku i spokoju na terenie gminy.

## Zabytki
- Kołbaskowo
  - Kościół rzym.-kat. Św. Trójcy
- Barnisław
  - XIV-wieczny kościół
- Będargowo
  - kościół z XIII wieku
- Bobolin
  - kościół z końca XV wieku
- Kamieniec
  - XIII-wieczny kościół Bożego Ciała
- Karwowo
  - ruiny kościoła z XIII wieku
- Moczyły
  - ruiny XIII-wiecznego kościoła
- Pargowo
  - ruiny XIV-wiecznego kościoła
- Smolęcin
  - ruiny kościoła z XIII/XIV wieku
- Stobno
  - kościół z XV wieku
- Warzymice
  - ruiny kościoła z XIII wieku

## Przyroda i turystyka
W przeszłości cały ten teren porastały lasy, które zanikły na skutek rolniczej działalności człowieka. Tereny leśne zajmują 7% powierzchni gminy, a użytki rolne 67%.
W Bobolinie czynne jest piesze przejście graniczne.

### Rezerwaty
Obszar Międzyodrza zajmuje Park Krajobrazowy Dolina Dolnej Odry, w którym znajdują się 3 rezerwaty:
- Kurowskie Błota,
- Kanał Kwiatowy,
- Wzgórze Widokowe nad Międzyodrzem.

### Punkty widokowe
- Morenka – przy autostradzie A6
- Młyńska Góra – koło Siadła Dolnego
- Barnisławiec – wzgórza przy drogach z Barnisławia i Pommellen
- Gołkowo – uroczysko między Będargowem, Bobolinem i Stobnem
- Karwowo – okolice dawnej żwirowni
- Dolina Łez – uroczysko między granicą, Kołbaskowem i Barnisławcem.

### Szlaki turystyczne
- [proj.] (Pargowo – OŁ „Bażant” – Uroczysko Czarna Chata – Kamieniec – Moczyły – Morenka – Siadło Dln. /Młyńska Góra/ – Kurów – Kan.Kurowski – Ustowo – Pomorzany)
- Szlak Graniczny im. Andrzeja Marcinkowskiego (Dobra Sz. – Lubieszyn – Bobolin – proj.: Gołkowo – Będargowo – Barnisław – Barnisławiec – Karwowo – Przecław)
- [proj.] (Bezrzecze – Skarbimierzyce – Stobno – Gołkowo – Bobolin – Barnisławiec – Kołbaskowo – Moczyły)
- Szlak rowerowy Bielika (Trasa „Odra-Nysa” – Pargowo – Uroczysko Czarna Chata – Moczyły – Morenka – Siadło Dln. – Kurów – Ustowo – Pomorzany)
- [proj.] (Gumieńce/Reda/ – Przecław – Kołbaskowo – Rosówek – Trasa „Odra-Nysa”)
- [proj.] (Gumieńce/Reda/ – Ostoja – Stobno – Będargowo – Przecław – Kurów – Na Klifie – Siadło Dln. – Siadło Grn. – Kołbaskowo – Barnisławiec – (Barnisław) – Bobolin – Lubieszyn)
- [proj.] (Gumieńce/Reda/ – Warzymice – Karwowo – Smolęcin – Kołbaskowo – Siadło Grn. – Siadło Dln. – Na Klifie – Kurów – Ustowo – Gumieńce/Reda/)
- [proj.] (Gumieńce/Reda/ – Warzymice – Karwowo – Warnik – Bobolin – Dołuje – Dobra – Jeź. Świdwie – Trzebież)

## Komunikacja

### Transport publiczny
Na terenie gminy funkcjonuje transport publiczny w postaci linii autobusowych zapewniających komunikacje z pobliskim Szczecinem:
- Linia 62: Ustowo (Auchan) – Szczecin (Wyszyńskiego)
- Linia 241: Kamieniec – Rosówek – Kołbaskowo – Smętowice – Przecław – Warzymice – Szczecin (Plac Kościuszki)
- Linia 242: Pargowo – Kamieniec – Moczyły (1) lub Rosówek (2) – Kołbaskowo – Siadło Górne – Siadło Dolne – Kurów – Ustowo – Szczecin (Plac Kościuszki)
- Linia 243: Smolęcin – Karwowo – Przecław – Warzymice – Szczecin (Plac Kościuszki) – Warzymice – Będargowo – Warnik – Barnisław – Smolęcin
- Linia 244: Warnik – Bobolin – Stobno – Przylep – Ostoja – Szczecin (Gumieńce)

### Transport drogowy
Przez gminę Kołbaskowo prowadzą drogi:
- autostrada A6 (E28) – prowadząca od przejścia granicznego Kołbaskowo-Pomellen (2 km) w kierunku Berlina, przez Szczecin Klucz (6 km, węzeł Gryfino z drogą krajową nr 31) do węzła Kijewo z drogą krajową nr 10 i drogą ekspresową S3 (19 km)
- droga krajowa nr 13 prowadząca od przejścia granicznego w Rosówku (4 km) do Szczecina (12 km).

W związku z rosnącym ruchem drogowym na drodze krajowej nr 13, 20 marca 2012 roku uruchomiono jedyną jak dotąd w gminie sygnalizację świetlną przy skrzyżowaniu z drogą prowadzącą do Rajkowa. Umożliwiła ona łatwiejsze włączenie się do ruchu w kierunku Szczecina mieszkańcom nowo wybudowanych osiedli mieszkaniowych w Przecławiu i Warzymicach.

### Drogi w budowie

#### Obwodnica Przecławia i Warzymic
Zgodnie z Programem Budowy Dróg Krajowych na lata 2014–2023 przyjętym 8 września 2015 roku, na liście projektów do realizacji znalazła się obwodnica Przecławia i Warzymic. Będzie to droga dwujezdniowa klasy GP (główna ruchu przyspieszonego), biegnąca od ronda imienia Hermana Hakena w kierunku południowo-zachodnim. W rejonie skrzyżowania drogi krajowej nr 13 z drogą do miejscowości Siadło Górne obwodnica wejdzie w korytarz istniejącej DK nr 13. W tym miejscu będzie zlokalizowane połączenie z planowaną Zachodnią Obwodnicą Szczecina. Następnie nowa trasa skręci na południe, łącząc się z Autostradą A6 poprzez nowy węzeł Kołbaskowo, zlokalizowany około 1,2 km na wschód od przeznaczonego do likwidacji obecnego węzła Kołbaskowo, wybudowanego w połowie lat 30. XX wieku.
12 października 2015 roku Generalna Dyrekcja Dróg Krajowych i Autostrad ogłosiła przetarg dla tej inwestycji w formule „zaprojektuj i wybuduj”. Przewidywany termin rozpoczęcia prac w terenie to wiosna 2019 roku, a ich zakończenie to pierwsza połowa 2021 roku.

#### Planowane drogi
- Ostoja – Szczecin: droga gminna łączącą drogę powiatową Nr 3926 w Ostoi z ulicą Zbójnicką w Szczecinie będzie miała około 1,2 km długości. Rozpocznie się przed przystankiem autobusowym, patrząc w stronę Przylepu. Obiegnie od południa Ostoję i wpadnie w korytarz wąskiej dziś drogi w stronę Szczecina. W ramach inwestycji wykonana zostanie także kanalizacja deszczowa wraz ze zbiornikiem retencyjnym i przepompownią.
  - 5 marca 2020 roku Gmina Kołbaskowo podpisała umowę na wykonanie dokumentacji projektowej[5].

- Będargowo – Rajkowo: planowana inwestycja zakłada budowę nowej jednojezdniowej, dwupasmowej drogi gminnej o długości około 2,25 km długości, szerokości 7 m, wraz z infrastrukturą towarzysząca, składającej się z dwóch odcinków; pierwszego o długości 0,45 m od drogi powiatowej Będargowo – Stobno do węzła „Będargowo” na planowanego Zachodniej Obwodnicy Szczecina, i drugi o długości 1,8 km z Będargowa do Rajkowa. Włączenie projektowanej drogi do dróg powiatowych ma nastąpić w formie małych rond.
  - 13 maja 2019 roku złożono wniosek o wydanie decyzji środowiskowej do Regionalnego Dyrektora Ochrony Środowiska.
  - 25 października 2019 roku uzyskano decyzję środowiskową[5].

### Przejścia graniczne
Na terenie gminy zlokalizowane są trzy drogowe przejścia graniczne do Niemiec:
- Bobolin-Schwennenz
- Kołbaskowo-Pomellen
- Rosówek-Rosow

### Transport kolejowy
Przez Kołbaskowo przeprowadzono pierwszą linię kolejową na Pomorzu. W 1843 połączyła ona Berlin ze Szczecinem (przez Casekow i Warzymice). W 1863 zbudowano linię z Gumieniec przez Stobno Szczecińskie do Pasewalku. W 1897 połączono torami Stobno przez Dobrą Szczecińską do Glashütte, w 1906 linię przedłużono do Nowego Warpna. Przez gminę prowadziła także kolej wąskotorowa zbudowana w 1899 z Casekow przez Warzymice Wąsk. do Pomorzan Wąsk.
W 1945 rozebrano odcinek Dobra Szcz. – Nowe Warpno oraz całą linię wąskotorową, po tym roku w Kołbaskowie zlikwidowano stację. W 1973 zamknięto linię Stobno Szcz. – Dobra Szcz., a w 1987 r. odcinek Dołuje – Dobra Szcz. został rozebrany. Od tej pory w gminie nie ma czynnych stacji kolejowych.

### Urzędy pocztowe
W gminie czynne są 2 urzędy pocztowe: Kołbaskowo (nr 72-001), Przecław k. Szczecina (nr 72-005).

## Edukacja
W gminie funkcjonują trzy szkoły podstawowe: w Przecławiu, Kołbaskowie oraz Będargowie. Dnia 1 września 2020 planowane jest otwarcie dwóch nowych placówek: Szkoły Podstawowej oraz Przedszkola Publicznego w Przylepie.

## Administracja
W 2016 r. wykonane wydatki budżetu gminy wynosiły 53,9 mln zł, a dochody budżetu 60,4 mln zł. Zobowiązania samorządu (dług publiczny) według stanu na koniec 2016 r. wynosiły 2,1 mln zł, co stanowiło 3,6% poziomu dochodów.
W 2004 r. gmina została wyróżniona trzecim miejscem na liście najlepszych samorządów w Polsce w rankingu Złota Setka Samorządów organizowanym przez dziennik „Rzeczpospolita” oraz Centrum Badań Regionalnych. Podstawą oceny była suma inwestycji na jednego mieszkańca w przeciągu ostatnich trzech lat (2001–2003), przestrzeganie dyscypliny budżetowej, aktywność społeczna i przyciąganie nowych mieszkańców.
W tym samym rankingu rok wcześniej gmina zajęła pierwsze miejsce (5312 zł/mieszk., co było równoważne przeznaczeniu pod inwestycje 64% budżetu gminy), zaś dwa lata wcześniej miejsce trzecie.
Sołectwa w gminie Kołbaskowo: Barnisław, Będargowo, Bobolin, Kamieniec, Karwowo, Kurów, Moczyły, Ostoja, Pargowo, Przecław, Siadło Dolne, Siadło Górne, Smolęcin, Stobno, Ustowo, Warnik, Warzymice

## Miejscowości
WsieBarnisław, Będargowo, Kamieniec, Karwowo, Kołbaskowo, Kurów, Moczyły, Siadło Dolne, Siadło Górne, Smolęcin, Stobno, Ustowo, Warzymice
OsadyBobolin, Ostoja, Pargowo, Przecław, Przylep, Rajkowo, Rosówek, Smętowice, Warnik
PrzysiółkiKamionki (przysiółek Moczyłów)
Opuszczone wsie i osadyGołkowo, Barnisławiec, Krasowo, Waliszewo